# Oksen Mirzoian
Oksen Mirzoian (em armênio/arménio:  Հոկսեն Միրզոյան, em russo:  Оксен Аракелович Мирзоян; 11 de junho de 1961, em Angekhakot, Siunique) é um arménio, campeão mundial e olímpico em halterofilismo pela União Soviética.
Oksen Mirzoian apareceu no campeonato mundial para juniores de 1980. Ele conquistou a prata, na categoria até 52 kg. Mas foi campeão mundial no ano seguinte, na categoria até 56 kg.
Ele conquistou duas pratas (1982, 1985) e dois bronzes (1986, 1987) no total combinado (arranque+arremesso) em campeonatos mundiais abertos, sem limitação de idade. E no campeonato mundial de 1983, que foi organizado como campeonato europeu também, ganhou ouro com 292,5 kg no total combinado (127,5 no arranque e 165 no arremesso), a frente de Naim Süleymanoğlu (290—130+160), na categoria até 56 kg. Nos Jogos Olímpicos de 1988, ele ganhou ouro com esse mesmo resultado (292,5—127,5+165), a frente dos chineses He Yingqiang e (287,5 kg—125+162,5) e de Liu Shoubin (267,5—127,5+140).
Além da prata no campeonato europeu de 1982 e do ouro em 1983, organizados como campeonatos mundiais também, Oksen Mirzoian foi ainda por duas vezes vice-campeão europeu (1985, 1986). Em 1993, já competindo sob a bandeira da Armênia, ficou na sexta posição no campeonato europeu.
Quadro de resultados
| Ano  | Posição | Competição                                      | Classe de peso | Marca                |
| 1980 | 2.      | Campeonato Mundial Júnior em Montreal           | –52 kg         | 237,5 kg (102,5+135) |
| 1981 | 1.      | Campeonato Mundial Júnior em Lignano Sabbiadoro | –56 kg         | 267,5 kg (117,5+150) |
| 1982 | 2.      | Campeonato Mundial e Europeu em Liubliana *     | –56 kg         | 272,5 kg (120+152,5) |
| 1983 | 1.      | Campeonato Mundial e Europeu em Moscou *        | –56 kg         | 292,5 kg (127,5+165) |
| 1985 | 2.      | Campeonato Europeu em Katowice                  | –56 kg         | 270 kg (117,5+152,5) |
| 1985 | 2.      | Campeonato Mundial em Södertälje                | –56 kg         | 280 kg (122,5+157,5) |
| 1986 | 2.      | Campeonato Europeu em Karl-Marx-Stadt           | –56 kg         | 280 kg (120+160)     |
| 1986 | 3.      | Campeonato Mundial em Sófia                     | –56 kg         | 285 kg (125+160)     |
| 1987 | 3.      | Campeonato Mundial em Ostrava                   | –60 kg         | 305 kg (135+170)     |
| 1988 | 1.      | Jogos Olímpicos em Seul                         | –56 kg         | 292,5 kg (127,5+165) |
| 1993 | 6.      | Campeonato Europeu em Sófia                     | –59 kg         | 280 kg (125+155)     |

*Os campeonatos europeus e os mundiais de 1982 e de 1983 foram organizados conjuntamente.